# Heriaeus simoni
Heriaeus simoni es una especie de araña cangrejo del género Heriaeus, familia Thomisidae. Fue descrita científicamente por Kulczyński en 1903.

## Distribución
Esta especie se encuentra en Sudoeste de Europa, Grecia y Turquía.